# Draft de Expansión de la NBA de 1966
El Draft de Expansión de la NBA de 1966 fue la segunda ocasión en la que la NBA ampliaba su número de equipos desde su creación, y se produjo por la aparición de una nueva franquicia en la liga, los Chicago Bulls, cuya ciudad, Chicago, había sido agraciada el 16 de enero de 1966. La liga pasaba a tener 10 equipos. Los Bulls se convirtieron en la tercera franquicia en la historia de la NBA de la ciudad de Chicago, tras los Chicago Stags, que desaparecieron en 1950, y los Chicago Packers–Zephyrs, que se trasladaron a Baltimore en 1963 convirtiéndose en los Baltimore Bullets.
Los Bulls seleccionaron 18 jugadores no protegidos por las otras nueve franquicias, dos de cada una. Los más destacados, el que fuera número 1 del Draft de la NBA, Bob Boozer, el tres veces All-Star Johnny Kerr y el una vez All-Star Len Chappell.

## Claves
| Pos.     | G    | F     | C     |
| Posición | Base | Alero | Pívot |

|  | Denota jugador miembro del Basketball Hall of Fame                                                 |
|  | Denota jugador que ha sido seleccionado al menos en un All-Star Game y un Mejor Quinteto de la NBA |
|  | Denota jugador que ha sido seleccionado al menos en un All-Star Game                               |

## Selecciones
| Jugador        | Pos. | Nacionalidad   | Equipo anterior        | Años en la NBA | Carrera con la franquicia | Ref.   |
| -------------- | ---- | -------------- | ---------------------- | -------------- | ------------------------- | ------ |
| John Barnhill  | G    | Estados Unidos | Detroit Pistons        | 4              | —                         | [ 3 ]  |
| Al Bianchi     | G    | Estados Unidos | Philadelphia 76ers     | 10             | —                         | [ 4 ]  |
| Ron Bonham     | F    | Estados Unidos | Boston Celtics         | 2              | —                         | [ 5 ]  |
| Bob Boozer+    | F    | Estados Unidos | Los Angeles Lakers     | 6              | 1966–1969                 | [ 6 ]  |
| Nate Bowman    | C    | Estados Unidos | Cincinnati Royals      | 0              | 1966                      | [ 7 ]  |
| Len Chappell+  | F/C  | Estados Unidos | New York Knicks        | 4              | 1966                      | [ 8 ]  |
| Barry Clemens  | F    | Estados Unidos | New York Knicks        | 1              | 1966–1969                 | [ 9 ]  |
| Keith Erickson | G/F  | Estados Unidos | San Francisco Warriors | 1              | 1966–1968                 | [ 10 ] |
| Johnny Kerr+   | F/C  | Estados Unidos | Baltimore Bullets      | 12             | —                         | [ 11 ] |
| Jim King+      | G    | Estados Unidos | Los Angeles Lakers     | 3              | —                         | [ 12 ] |
| Don Kojis+     | F    | Estados Unidos | Detroit Pistons        | 3              | 1966-1967                 | [ 13 ] |
| McCoy McLemore | F/C  | Estados Unidos | San Francisco Warriors | 2              | 1966–1968                 | [ 14 ] |
| Jeff Mullins+  | G/F  | Estados Unidos | St. Louis Hawks        | 2              | —                         | [ 15 ] |
| Jerry Sloan+   | G/F  | Estados Unidos | Baltimore Bullets      | 1              | 1966–1976                 | [ 16 ] |
| Tom Thacker    | G/F  | Estados Unidos | Cincinnati Royals      | 3              | —                         | [ 17 ] |
| John Thompson  | F    | Estados Unidos | Boston Celtics         | 2              | —                         | [ 18 ] |
| Gerry Ward     | G    | Estados Unidos | Philadelphia 76ers     | 3              | 1966-1967                 | [ 19 ] |
| Jim Washington | F/C  | Estados Unidos | St. Louis Hawks        | 1              | 1966–1969                 | [ 20 ] |